# Pèire Rosset
Pèire Rosset (Sarlat-la-Canéda, Dordonya 1625 - 1684) fou un escriptor barroc occità. Exercí com a canonge al Perigord i es donà a conèixer com a poeta amb una elegia poètica on canta la solitud, i amb una comèdia en vers de cinc actes on entrellaça amors i intrigues amb un ritme força intens.

## Obres
- La Solitude
- Lo jalós atrapat (1676)